# Lac Koosa
Pour les articles homonymes, voir Kosa.
Le lac Koosa (en estonien : Koosa järv) est un lac dans le comté de Tartu en Estonie.

## Géographie
Le lac Koosa (également Kuusjärv) est un lac de la commune de Peipsiääre situé dans l'estuaire de l'Emajõgi, à 4 km à l'ouest de Praaga.
Le lac Sirkjärv est situé à 0,5 kilomètre au sud-ouest du lac Koosa.
Le lac Koosa a une superficie de 281,3 hectares, sa profondeur  est de 1,9 mètres et sa profondeur moyenne est de 1,2 mètres. 
Les berges du lac sont peu profondes et majoritairement marécageuses.
La grande majorité des rives sont couvertes de forêt. 
La rivière Kargaja jõgi, un affluent de l'Emajõgi, traverse le lac. 
Le lac est situé dans la réserve naturelle de Emajõe-Suursoo (et).